# Křesťanská demokracie

Oranžová je tradiční barva křesťanských demokratů v Západní Evropě.

Křesťanská demokracie je politická ideologie, která v sobě kombinuje prvky křesťanství a demokracie. Vznikla v 19. století v Evropě pod vlivem konzervatismu a katolického sociálního učení. Poměrně specifické postavení mají křesťanskodemokratické strany ve Skandinávii, které na rozdíl od většiny „sesterských“ stran vzešly z protestantského prostředí. Jejich vznik byl reakcí na sekularizaci společnosti po druhé světové válce.
Přes výzvu sekularizace je stále vlivnou ideologii v Evropě a Latinské Americe. V politické praxi zastává křesťanská demokracie konzervativní pohled na kulturu, společnost a morálku (sociální konzervatismus), avšak v ekonomické oblasti prosazuje sociálně tržní hospodářství.

## Politická stanoviska
Agendy křesťanskodemokratických politických stran se v různých zemích liší. Zatímco v Evropě jsou křesťanskodemokratické strany (vlivem silného postavení sociálnědemokratických stran) spíše konzervativní, v Latinské Americe jsou více progresivní a částečně ovlivněny teologií osvobození.
Z ekonomického hlediska křesťanští demokraté většinou neoponují kapitalismu jako ekonomickému systému, na rozdíl od odporu ke komunismu a podobným ideologiím.
V posledních desetiletích některé pravicově orientované křesťansko-demokratické strany v Evropě přijaly politiku konzistentní s ekonomicky liberálním hlediskem, ale stále podporují regulovanou ekonomiku se sociálním státem. Prosazování křesťansko-demokratických konceptů sféry suverenity a subsidiarity vedlo k vytvoření korporativistických sociálních států po celém světě, které existují dodnes. V souladu s křesťansko-demokratickými koncepcemi kulturního mandátu a přednostní volby pro chudé, křesťanská spravedlnost je vnímána jako požadavek, aby bylo chráněno blaho všech lidí, zvláště chudých a zranitelných, protože každá lidská bytost má důstojnost a je stvořena k obrazu Božímu. V mnoha zemích křesťanští demokraté organizovali odborové svazy, které soutěžily s komunistickými a sociálně demokratickými odbory, na rozdíl od postoje konzervativismu proti dělnickým organizacím. Křesťanští demokraté, kteří jsou solidární s těmito odborovými svazy, například v Belgii lobovali za nedělní modré zákony, které pracovníkům i státním zaměstnancům zaručují den odpočinku v souladu s historickými principy křesťanského Sabatu.

Vlajka největší české křesťanskodemokratické strany KDU-ČSL.

Křesťanští demokraté jsou obvykle sociálně konzervativní a obecně mají relativně skeptický postoj k interrupci a sňatkům stejného pohlaví, ačkoli některé křesťanské demokratické strany přijaly omezenou legalizaci obou; prosazují důslednou životní etiku s ohledem na jejich odpor k trestu smrti a asistované sebevraždě. Křesťanskodemokratické strany často prosazují křesťanské dědictví své země; zároveň křesťanskodemokratické strany uznávají svobodu vyznání.
Geoffrey K. Roberts a Patricia Hogwood poznamenali, že „křesťanská demokracie začlenila mnoho názorů zastávaných liberály, konzervativci a socialisty do širšího rámce morálních a křesťanských principů“.
Křesťanští demokraté si myslí, že různé sektory společnosti (takové jako vzdělání, rodina, ekonomika a stát) mají autonomii a odpovědnost za jejich vlastní sféru, pojetí známé jako suverenita sféry. Jedna sféra by neměla diktovat povinnosti jiné; státní sféra například nesmí zasahovat do výchovy dětí, což je role, která patří do sféry rodiny. Ve sféře vlády křesťanští demokraté tvrdí, že občanské záležitosti by měly být nejprve řešeny na nejnižší úrovni vlády, než budou zkoumány na vyšší úrovni, což je doktrína známá jako subsidiarita. Tyto koncepty sféry suverenity a subsidiarity jsou považovány za základní kameny politické ideologie křesťanské demokracie.
Křesťanští demokraté také mívají smířlivý pohled na imigraci.

## Dějiny
Demokraticko-sociální obsah odděluje křesťanskou demokracii od skutečných konzervativců, kteří historicky v neposlední řadě reprezentovali šlechtu. Křesťanští demokraté se liší od zásadně náboženských (např. radikální křesťané), ale také od čistě klerikálních (kteří hájí moc katolické církve), protože požadují toleranci ke svému křesťanství, a proto musí být alespoň zásadně tolerantní vůči ostatním světonázorům.
S frází Démocratie chrétienne se poprvé setkáváme v projevu Antoina-Adriena Lamourette v Národním zákonodárném shromáždění v Paříži 21. listopadu 1791. Kvůli stále protikřesťanské orientaci Velké francouzské revoluce po roce 1793 čelilo tradiční křesťanství v Evropě silné oponentuře. Osvícenství a liberalismus byly proti vlivu církve ve vedení státu, ve školství a v legislativě (včetně sňatkového). Církevní tendence na to reagovaly různě, v Německu například širokým lidovým hnutím, které oslovovalo masy a politizovalo je.
Papežská encyklika Rerum novarum papeže Lva XIII. je obecně považována za zakládající dokument politické křesťanské demokracie. Myšlenky v ní obsažené však nebyly nové, protože papež Lev XIII. silně vycházel z Wilhelma Emmanuela von Kettelera, německého biskupa a filozofa.
V té době ve Francii vzniklo v církvi reformní hnutí s pojmem „křesťanská demokracie“ (démocratie chrétienne). Papež Lev XIII. omezil tento směr na sociální blaho (encyklika Graves de communi re z roku 1901) a tím jej vymezil politicky.
Encyklikou Quadragesimo anno z roku 1931 od papeže Pia XI. tváří v tvář výzvě totalitních ideologií Římskokatolická církev zabetonovala svůj postoj ke svobodě jednotlivce. Tato encyklika popisuje princip subsidiarity, který se stal základem křesťanskodemokratické filozofie.

## Křesťanskodemokratické strany
- Evropský parlament: Evropská lidová strana
- Belgie: CD&V
- Česko: KDU-ČSL
- Finsko: KD
- Itálie: UDC
- Lucembursko: CSV
- Maďarsko: KDNP
- Německo: CDU/CSU
- Nizozemsko: CDA
- Norsko: KrF
- Slovensko: KDH, SDKÚ-DS
- Portugalsko: Partido Social Democrata (PPD/PSD) /paradoxně nemá nic společného se Sociálně demokratickou stranou/
- Brazílie: Partido União da Democracia Cristã do Brasil (UDCdoB) Křesťanská Demokracie
- Rakousko: ÖVP
- Švédsko: KD
- Švýcarsko: CVP